# Yūsuke Tanaka (ur. 14 kwietnia 1986)
Yūsuke Tanaka (jap. 田中 裕介 Tanaka Yūsuke; ur. 14 kwietnia 1986) – japoński piłkarz występujący na pozycji obrońcy. Obecnie występuje w Cerezo Osaka.

## Kariera klubowa
Od 2005 roku występował w klubach Yokohama F. Marinos, Kawasaki Frontale, Western Sydney Wanderers i Cerezo Osaka.